# Константий Матулопулос
Константий (на гръцки: Κωνστάντιος, Константиос) е гръцки духовник, митрополит на Вселенската патриаршия.

## Биография
Роден е в 1841 година с фамилията Матулопулос (Ματουλόπουλος) в сервийското село Падеж или в Кожани в семейството на родители, произхождащи от Микровалто. В 1872 година завършва Богословския факултет на Атинския университет. Ръкоположен е за дякон от епископ Евгений Сервийски и служи 6 години. От 1874 година служи като архидякон в Солунската митрополия. През март 1876 година Епархийският синод на Солунската митрополия в църквата „Свети Димитър“ го избира за ардамерски епископ в Галатища. Ръкоположен е на 7 март в същата църква. Ръкополагането е извършено от митрополит Йоаким Солунски в съслужение с митрополитите Йеротей Воденски, Константий Касандрийски и епископите Йеремия Камбанийски и Мелетий Поленинински и бившия ардамерски епископ Антим. На този пост остава 14 години. На 29 юли 1889 година става митрополит на Сервия и Кожани, но след три години на 30 април (или 1 май) 1892 година е преместен за дринополски митрополит. На 31 май 1894 година се връща на катедрата в Кожани, където остава до смъртта си на 14 юни 1910 година.